# Médaille du Prince Eugène

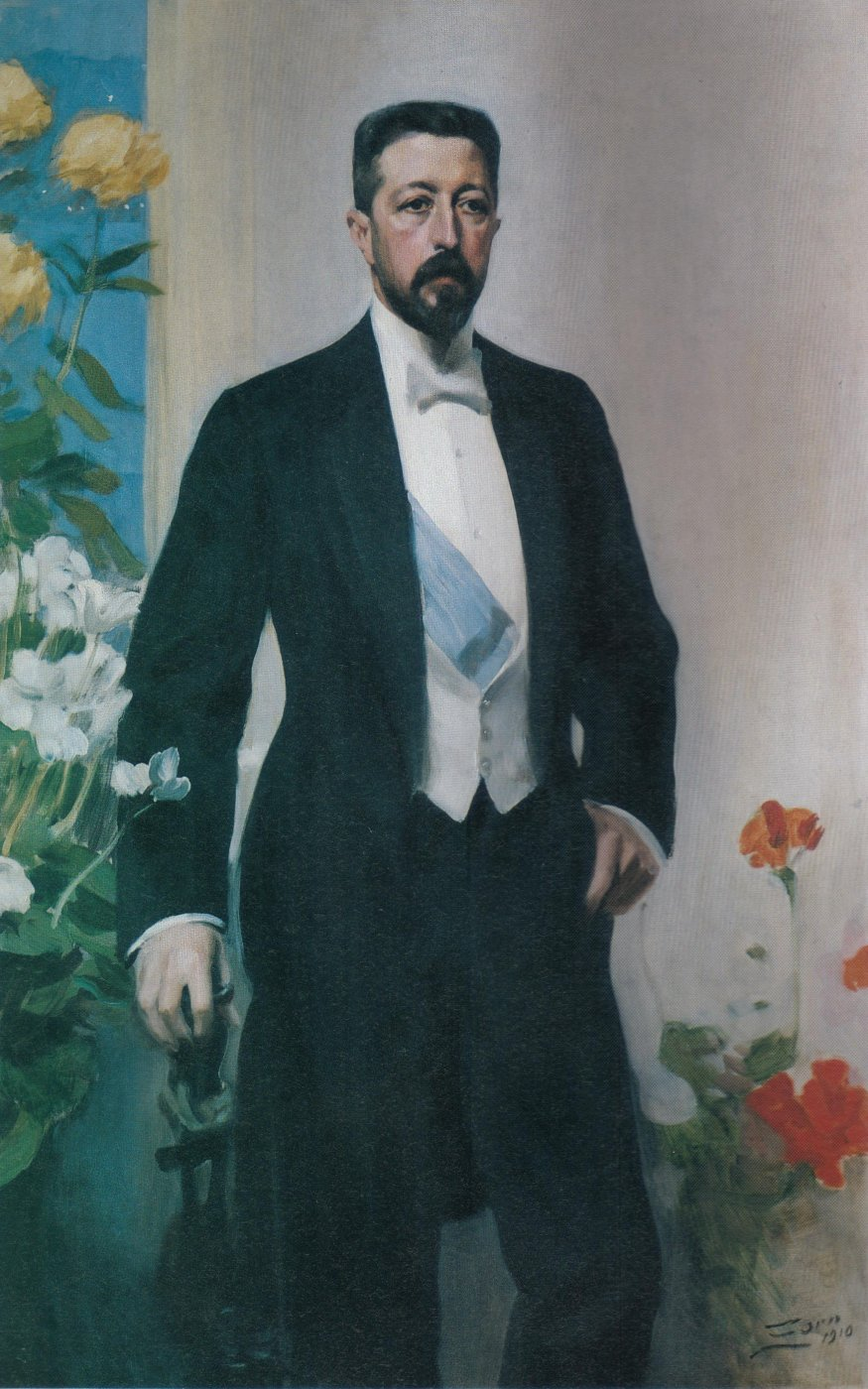
Le prince Eugène de Suède

La médaille du Prince Eugène (suédois : Prins Eugen-medaljen), est une médaille décernée par le roi de Suède pour une réalisation artistique exceptionnelle. 

## Histoire
La médaille est établie en 1945 par la roi de Suède Gustave V pour le 18e anniversaire de son frère Eugène de Suède qui était un artiste peintre et un collectionneur d'art.
Elle est décernée chaque année le 5 novembre, qui est le jour des Eugène en Suède.

## Récipiendaires
La liste des récipiendaires est la suivante .
Ils sont Suédois sauf note différente.

### Architectes
- 1945 Nils Eriksson, Erik Lallerstedt, Ivar Tengbom
- 1947 Lars Israel Wahlman
- 1950 Sigurd Lewerentz
- 1951 Artur von Schmalensee
- 1954 Paul Hedqvist, Alvar Aalto (Finlande)
- 1956 Sven Ivar Lind
- 1957 Hakon Ahlberg
- 1958 Kaj Fisker (Danemark)
- 1959 Melchior Wernstedt
- 1960 Arnstein Arneberg (Norvège)
- 1961 Sven Markelius
- 1962 Arne Jacobsen (Danemark)
- 1963 Viljo Revell (Finlande)
- 1964 Erik Ahlsén
- 1968 Erik Lundberg
- 1970 Sven Backström, Leif Reinius
- 1972 Nils Tesch, C.Th. Sørensen (Danemark)
- 1973 Jørn Utzon (Danemark)
- 1975 Kjell Lund (Norvège)
- 1976 Carl Nyrén
- 1978 Klas Anshelm
- 1980 Tore Ahlsén
- 1981 Nils Ahrbom, Reima Pietilä (Finlande)
- 1982 Sverre Fehn (Norvège)
- 1983 Bengt Lindroos
- 1984 Walter Bauer
- 1986 Jan Wallinder, Henning Larsen (Danemark)
- 1988 Jan Gezelius, Sven Ingvar Andersson (Danemark)
- 1990 Bengt Hidemark
- 1991 Erik Asmussen (Danemark)
- 1992 Per Friberg
- 1993 Åke Axelsson
- 1994 Gunnar Mattson, Juha Leiviskä (Finlande)
- 1996 Ove Hidemark
- 1998 Gustaf Rosenberg
- 2000 Johan Celsing
- 2002 Ralph Erskine
- 2003 Léonie Geisendorf
- 2005 Gert Wingårdh
- 2004 Kristian Gullichsen (Finlande)
- 2006 Jan Olav Jensen (Norvège)
- 2007 Knud Holscher (Danemark)
- 2009 Mats Edblom, Louise Campbell (Danemark)
- 2010 Hans Bäckström
- 2011 Jan Gehl
- 2012 Erik Wikerstål
- 2013 Kjetil Trædal Thorsen
- 2014 Lene Tranberg

### Peintres
- 1945 Olle Hjortzberg, Isaac Grünewald, Hilding Linnqvist
- 1946 Sven Erixon, Otte Sköld
- 1947 Jens Ferdinand Willumsen (Danemark), Henrik Sørensen (Norvège)
- 1948 Vera Nilsson, Per Krohg (Norvège)
- 1949 Fritiof Schüldt
- 1950 Axel Nilsson
- 1951 Alf Rolfsen (Norvège)
- 1954 Hugo Zuhr
- 1955 Axel Revold (Norvège)
- 1957 Einar Jolin, Oluf Höst (Danemark), Marcus Collin (Finlande)
- 1958 Ragnar Sandberg, Johannes Kjarval (Islande)
- 1960 Siri Derkert, Sixten Lundbohm
- 1961 Evert Lundquist, Bjurström Tor
- 1963 Einar Forseth
- 1964 Inge Schiöler, Reidar Aulie (Norvège)
- 1965 Max Walter Svanberg
- 1967 Lennart Rodhe, Richard Mortensen (Danemark)
- 1969 Torsten Renqvist
- 1971 Erik Olson, Henry Heerup (Denmark)
- 1973 Stellan Mörner, Alf Lindberg
- 1974 Olle Nyman
- 1975 Lage Lindell
- 1976 Nisse Zetterberg, Svend Wiig Hansen (Danemark)
- 1977 Lennart Gram
- 1978 Sigrid Schauman (Finland), Arne Ekeland (Norvège)
- 1979 Sören Hjort Nielsen (Danois), Gudmundur Gudmundsson (Islande)
- 1980 Endre Nemes, Carl-Henning Pedersen (Danemark)
- 1981 Rune Jansson
- 1982 Karl Axel Pehrson
- 1983 Philip von Schantz, Harald Leth (Danemark), Lars-Gunnar Nordström (Finlande), Inger Sitter (Norvège)
- 1984 Egill Jacobsen (Danemark)
- 1985 Birgit Broms
- 1986 Carl Fredrik Reuterswärd
- 1987 Curt Asker, Ejler Bille (Danemark)
- 1989 Ingegerd Möller, Paul Osipow (Finlande)
- 1990 Per Kirkeby (Danemark)
- 1991 Hertha Hillfon, Lenke Rothman,  Ulrik Samuelson, Jan Groth (Norvège)
- 1992 Pierre Olofson, Richard Winther (Danemark)
- 1993 Olle Bonniér, Jens Johannessen (Norvège), Kristján Gudmundsson (Islande)
- 1994 Lena Cronqvist
- 1995 Torsten Andersson
- 1996 Ulf Trotzig
- 1997 Ola Billgren, Olav Christopher Jenssen (Norvège)
- 1998 Tommy Östmar, Magnús Pálsson (Islande)
- 1999 Tom Krestesen
- 2000 Harald Lyth, Leonard Rickhard (Norvège)
- 2001 Laris Strunke
- 2002 Olle Kåks
- 2002 Carl Otto Hultén
- 2004 Hans Wigert, Hreinn Fridfinnsson (Islande)
- 2005 Åke Pallarp, A K Dolven (Norvège)
- 2006 Nils Kölare, Gunvor Nelson
- 2007 Jan Håfström, Marie-Louise Ekman
- 2008 Dan Wolgers, Eija-Liisa Ahtila, Grete Prytz Kittelsen
- 2009 Karin Mamma Andersson, Nina Roos (Finlande)
- 2010 Claes Bäckström, May Bente Aronsen, Matti Kujasalo
- 2012 Kjell Anderson, Janna Syvänoja
- 2013 Elisabet Oscarsson, Bo Swenson

### Sculpteurs
- 1945 Carl Eldh, Eric Grate, Carl Milles
- 1946 Ivar Johnsson
- 1947 Wäinö Aaltonen (Finlande), Einar Jónsson (Islande)
- 1948 Erik Lindberg
- 1949 Bror Hjorth
- 1951 John Lundqvist
- 1955 Gerhard Henning (Danemark)
- 1956 Stig Blomberg
- 1958 Robert Nilsson
- 1959 Gunnar Nilsson
- 1960 Adam Fischer (Danemark)
- 1962 Bror Marklund
- 1966 Christian Berg
- 1967 Kain Tapper (Finlande)
- 1968 Arne Jones
- 1969 Gustaf Nordahl
- 1970 Arnold Haukeland (Norvège)
- 1973 Asmund Arle
- 1974 Robert J. Jakobsen (Danemark)
- 1975 Liss Eriksson
- 1977 Ivar Lindekrantz
- 1979 Edvin Öhrström
- 1981 Elis Eriksson
- 1982 Palle Pernevi, Erik Thommesen (Danemark)
- 1985 Karl Göte Bejemark, Sigurdur Gudmundsson (Islande)
- 1987 Harry Kivijärvi (Finlande)
- 1989 Sivert Lindblom, Rúrí (Islande)
- 1990 Einar Höste
- 1992 Mauno Hartman (Finlande)
- 1993 Lars Englund
- 1994 Bjørn Nørgaard (Danemark)
- 1995 Bård Breivik (Norvège)
- 1996 Lars Kleen
- 1998 Osmo Valtonen (Finlande)
- 1999 Gert Marcus
- 2001 Eva Lange
- 2004 Kajsa Mattas
- 2005 Olafur Eliasson (Danemark)
- 2007 Leif Bolter
- 2009 Lars Olof Loeld
- 2011 Rune Rydelius
- 2012 Charlotte Gyllenhammar, Per Inge Bjørlo
- 2013 Martti Aiha
- 2014 Eva Löfdahl

### Stylistes
- 1945 Edvard Hald, Carl Malmsten
- 1947 Erik Fleming
- 1949 Wilhelm Kåge
- 1951 Nathalie Krebs (Danemark)
- 1954 Barbro Nilsson
- 1955 Dora Jung (Finlande)
- 1957 Arthur Percy
- 1958 Wiven Nilsson
- 1959 Axel Salto (Danemark), Hannah Ryggen (Norvège)
- 1960 Alf Munthe
- 1961 Hans Wegner (Danemark)
- 1964 Sven Arne Gillgren, Kai Frank (Danemark)
- 1965 Bruno Mathsson
- 1968 Stig Lindberg
- 1970 Sigurd Persson
- 1971 Edna Martin
- 1971 Viola Gråsten
- 1977 Sven Palmqvist
- 1979 Ulla Schumacher-Percy
- 1979 Berndt Friberg
- 1980 Kaisa Melanton, Tapio Wirkkala (Finlande)
- 1981 Gertrud Vasegaard (Denmark)
- 1982 Karin Björquist, Birger Kaipiainen (Finlande)
- 1984 Birger Haglund
- 1985 Elisabeth Hasselberg-Olsson, Benny Motzfeldt (Norvège)
- 1986 Vuokko Eskolin-Nurmesniemi (Finlande)
- 1987 Gösta Engström
- 1988 Gunnar Cyrén, Tone Vigeland (Norvège)
- 1990 Ingrid Dessau, Synnøve Anker Aurdal (Norvège)
- 1991 Bertel Gardberg (Finland)
- 1992 Torun Vivianna Bülow-Hübe
- 1994 Bengt Liljedahl
- 1995 Bertil Vallien, Alev Siesbye (Danemark), Kirsti Rantanen (Finlande)
- 1996 Vibeke Klint (Danemark)
- 1997 Sigvard Bernadotte, Jane Reumert (Danemark)
- 1998 Ingegerd Råman
- 1999 Helena Hernmarck
- 2000 Sten Kauppi, Gutte Eriksen (Danemark)
- 2001 Signe Persson-Melin, Oiva Toikka (Finlande)
- 2002 Hans Krondahl, Ursula Munch-Petersen (Danemark)
- 2003 Liv Blåvarp (Norvège)
- 2004 Kerstin Öhlin Lejonklou
- 2005 Olle Ohlsson
- 2006 Kenneth Williamsson, Jacob Jensen (Danemark)
- 2008 Grete Prytz Kittelsen
- 2010 Erika Lagerbielke
- 2011 Helena Edman
- 2012 Janna Syvänoja (Finlande)

### Graphistes
- 1947 Harald Sallberg
- 1955 Stig Åsberg
- 1956 Emil Johanson-Thor
- 1959 Stig Borglind
- 1963 Palle Nielsen (Danemark)
- 1967 Börje Veslen
- 1971 Torsten Billman
- 1973 Rolf Nesch (Norvège)
- 1974 Pentti Kaskipuro (Finlande)
- 1976 Sven Ljungberg
- 1979 Gunnar Norrman
- 1983 Sixten Haage
- 1984 Ernst Mether-Borgström (Finlande)
- 1986 Bertil Lundberg
- 1988 Nils G. Stenqvist
- 1996 Outi Heiskanen (Finlande)
- 1997 Lasse Söderberg
- 2003 Ulla Fries

## Designers
- 1964, Kaj Franck
- 2017, Eero Aarnio